# Verkiezingen voor het Europees Parlement 2024/Kandidatenlijst/PVV
De kandidatenlijst voor de Europese Parlementsverkiezingen 2024 van de lijst PVV (Partij voor de Vrijheid) (lijstnummer 8) is na controle door de Kiesraad als volgt vastgesteld:
- vet: verkozen
- schuin: voorkeurdrempel overschreden

1. Stöteler,  T.S.M.  (Sebastiaan) (m),  Almelo - 546.868 stemmen
2. Ehlers,  M.  (Marieke) (v),  Overijse (BE) - 56.682
3. Zijlstra,  A.J.  (Auke) (m),  Ridderkerk - 24.318
4. Kruis,  A.S.  (Sebastian) (m),  's-Gravenhage - 9.243
5. Blom,  R.M.  (Rachel) (v),  Rhoon - 16.359
6. Diepeveen,  A.  (Ton) (m),  Opheusden - 5.590[1]
7. Andriese,  M.  (Mieke) (v),  Zaventem (BE) - 3.861
8. van Angeren,  A.  (Arthur) (m),  Breda - 11.815
9. de Bruijn,  J.A.  (Jeroen) (m),  Bussum - 4.662
10. Dekker,  R.H.  (Rowan) (m),  Nieuw-Weerdinge - 6.708
11. Cornelissen,  K.  (Koen) (m),  Rotterdam - 6.248
12. Kaptheijns,  N.  (Nick) (m),  's-Gravenhage - 1.402
13. Ludriks,  M.S.  (Menno) (m),  Schinveld - 7.114
14. Choenni,  N.A.  (Nathalie) (v),  Haarsteeg - 3.298
15. van Stormbroek,  A.  (Ashwin) (m),  Lelystad - 2.331
16. de Moel,  D.  (Daniël) (m),  Vijfhuizen - 2.536
17. Housmans,  R.W.P.E. (Robert) (m),  Born - 5.825
18. Moinat,  N.  (Nicole) (v),  Purmerend - 4.837
19. Dulfer,  T.F.  (Tessa) (v),  Zwijndrecht - 3.609
20. Wilders,  G.  (Geert) (m),  's-Gravenhage - 334.356

GROENLINKS / Partij van de Arbeid (PvdA) ·
VVD · 
CDA - Europese Volkspartij · 
Forum voor Democratie ·
D66 ·
Partij voor de Dieren ·
50PLUS ·
PVV (Partij voor de Vrijheid) ·
JA21 ·
NL PLAN EU  ·
ChristenUnie ·
Staatkundig Gereformeerde Partij (SGP) ·
BBB ·
Meer Directe Democratie ·
SP (Socialistische Partij) ·
vandeRegio ·
Volt Nederland ·
Belang Van Nederland (BVNL) ·
NSC ·
Piratenpartij - De Groenen ·